# Franz Sales Ehrlich
Franz Sales Ehrlich (* 25. Dezember 1835 in Bärnau; † 16. Dezember 1883 in Braunau am Inn) war ein österreichischer Orgelbauer.

## Leben
Franz Sales Ehrlich entstammte einer weitverzweigten Orgelbauerfamilie Bayerns mit diesem Namen. Er lernte den Orgelbau im väterlichen Betrieb bei seinem Vater Fanz Xaver Ehrlich. 1861 übernahm er die Orgelbauwerkstätte von Johann Nepomuk Carl Mauracher in Braunau am Inn. In der Zeit von 1859 bis 1883 war er als Orgelbauer mit zahlreichen Orgelneu- und Umbauten befasst.
Beschreiten seine Orgeln klanglich bereits die Romantik, wurden weiterhin Schleifladenorgeln von ihm gebaut. Seine Instrumente sind vom Historismus mit neugotischen Prospekten gekennzeichnet.

## Werkliste
| Jahr | Ort                             | Gebäude                            | Bild | Manuale | Register | Bemerkungen                                                          |
| ---- | ------------------------------- | ---------------------------------- | ---- | ------- | -------- | -------------------------------------------------------------------- |
| 1864 | Hohenzell                       | Pfarrkirche Hohenzell              |      | I/P     | 12       |                                                                      |
| 1865 | Hallstatt                       | Evangelische Pfarrkirche Hallstatt |      | II/P    | 12       |                                                                      |
| 1866 | Ampflwang im Hausruckwald       | Pfarrkirche Ampflwang              |      | I/P     |          |                                                                      |
| 1871 | St. Marienkirchen bei Schärding | Mariä Himmelfahrt                  |      | I/P     | 10       | 1991 in die Friedhofskirche Lambach umgesetzt (Neubau durch Metzler) |
| 1872 | Mauerkirchen                    | Pfarrkirche Mauerkirchen           |      | II/P    | 24       |                                                                      |
| 1876 | Linz                            | Ursulinenkirche (Linz)             |      | II/P    | 20       |                                                                      |
| 1877 | Polling im Innkreis             | Pfarrkirche Polling im Innkreis    |      | I/P     | 10       |                                                                      |
| 1878 | Gurten OÖ                       | Pfarrkirche Gurten                 |      | I/P     | 11       |                                                                      |
| 1879 | Raab OÖ                         | Pfarrkirche Raab                   |      | II/P    | 15       |                                                                      |
| 1881 | Haselbach OÖ                    | Filialkirche Haselbach             |      | I/P     | 8        |                                                                      |
| 1882 | St. Johann am Walde             | Pfarrkirche St. Johann am Walde    |      | I/P     | 9        |                                                                      |
| 1883 | Tarsdorf                        | Pfarrkirche Tarsdorf               |      | I/P     | 9        |                                                                      |